# 捷克斯洛伐克青年共产主义联盟
捷克斯洛伐克青年共产主义联盟（捷克語：Komunistický svaz mládeže Československa），昵称共青团（Komsomol），是捷克斯洛伐克历史上的一个共产主义青年组织，存在于1921年—1936年。该组织是捷克斯洛伐克共产党的青年翼。它也是青年共产国际的捷克斯洛伐克分支。  
1920年10月，捷克斯洛伐克社会民主青年多数派投票批准共产国际的“二十一条”，并决定加入青年共产国际。1921年2月20日，捷克、斯洛伐克和捷克斯洛伐克德语区的共产主义青年组织合并为捷克斯洛伐克青年共产主义联盟。该组织的成员数在8000—13000之间波动，后来在1930年代达到约24000的峰值。1922年，该组织建立先锋运动，作为其分支。  
扬·什韦尔马、K·阿克萨米特、埃米尔·赫尔舍尔、O·辛科娃、V·辛科娃、J·齐卡、J·切尔尼和M·克拉斯尼是该组织的主要领导人。该组织曾出版多种刊物，如《青年共产主义者》《共产主义青年》《青年真理》《青年卫队》。  
1936年，该组织解散，被不同民族的青年组织取代，包括青年联盟（捷克）、斯洛伐克青年联盟、德意志族青年、匈牙利族青年联盟。